# Gaylord Ho
Gaylord Ho (Hsin-Wu, 11 aprile 1950) è uno scultore taiwanese.

## Biografia
Gaylord Ho è nato in una famiglia di contadini a Hsin-Wu, Taiwan. Trascorre la giovinezza aiutando nei lavori della fattoria ma ben presto manifesta sue doti artistiche e decide di dedicare la vita all'arte.
Studia a Taiwan e in Giappone e le sue scultura di quel periodo vincono molteplici premi nazionali per "l'eccezionale qualità di riuscire a catturare la grazia e il movimento nella scultura".
Gaylord fonda la sua compagnia di sculture e design nel 1979 raggiungendo presto il successo commerciale. È rinomato nel mondo dell'industria dei regali e nelle collezioni per i suoi oggetti di design, (per i quali, spesso ha vinto il premio "Artista dell'anno"). Negli scorsi 20 anni, ha vinto almeno un premio all'anno.
L'11 aprile 2007, in occasione del suo compleanno, ha incontrato Papa Benedetto XVI

## Filosofia
Gaylord pratica il Tai Chi e la meditazione, tutte le mattine. Crede fermamente nella forza intrinseca dentro se stessi. Taciturno e tranquillo, ha dichiarato che per lui il rispetto è la massima virtù.